# Хадебальд
Хадебальд (лат. Hadebaldus, нем. Hadebald; умер в 841) — архиепископ Кёльна с 819 года.

## Биография
О происхождении и ранних годах жизни Хадебальда сведений в современных ему источниках не сохранилось. На основании сходства имён Хадебальда и его предшественника на архиепископской кафедре в Кёльне Хильдебольда предполагается, что они могли быть близкими родственниками. Возможно, что предки Хадебальда были выходцами из Саксонии. У Хадебальда были братья Хельмбальд и Хасбальд, а также неизвестная по имени сестра. Упоминается и о двух его племянниках.
Первое свидетельство о Хадебальде относится к весне 819 года, когда он был избран главой Кёльнской архиепархии, став преемником умершего 3 сентября 818 года Хильдебольда.
В октябре 821 года Хадебальд участвовал в Тьовильском соборе духовенства Франкской империи, а в 825 году — в Ахенском соборе. Оба эти синода были посвящены укреплению церковной дисциплины и ограждению священнослужителей от притеснений со стороны государственных чиновников и других светских лиц. На последнем из соборов Хадебальд вместе в графом Экмондом был назначен императором Людовиком I Благочестивым государевым посланцем в Кёльне и его окрестностях. В 825 году Хадебальд участвовал в перенесении мощей святого Губерта. В следующем году архиепископ Кёльна оказал помощь святому Ансгару, предоставив тому корабль для плавания в Ютландию. В 829 году Хадебальд освятил церковь Святого Стефана в Верденском аббатстве и участвовал в Майнцском синоде. В 833 году кёльнский архиепископ тяжело заболел. Он даже поручил выполнение своих обязанностей хорепископу Хильдеберту, но в 837 году всё же прибыл ко двору Людовика I Благочестивого в Ахене и участвовал в государственной ассамблее, на которой император объявил о создании королевства для своего младшего сына Карла II Лысого.
В 833 году Хадебальд был назван среди читателей библиотеки кафедрального собора, из которой он позаимствовал три рукописи: «Евангелие», лекционарий и «Книгу Притчей Соломоновых». Для сестры он брал сакраментарий с лекционарием и антифонарий, а для её сына — псалтирь. Все эти рукописи имели огромную ценность. Вероятно, в том же году родственники Хадебальда стали жить в резиденции архиепископа: известно, что брат епископа Хельмбальд и при преемнике Хадебальда пытался отстоять своё право проживать в архиепископском доме. При Хадебальде, по крайней мере, одна рукопись была создана в скриптории при церковной школе: собрание писем папы римского Григория I Великого. В настоящее время этот кодекс (номер Hs.93 Kat.Nr.34) хранится в библиотеке Кёльнского собора.
Вероятно, обострение старой болезни не позволило Хадебальду участвовать 24 июня 840 года в церковном соборе в Ингельхайме. Архиепикоп умер в 841 году, и новым главой Кёльнской архиепархии клиром и народом был избран его племянник Лиутберт, сын Хасбальда. Однако тот не смог долго удержаться на архиепископской кафедре, и уже вскоре по приказу Лотаря I Лиутберт был сменён Гильдуином, до того бывшим аббатом Сен-Дени.